# Petroleros de Salamanca
Petroleros de Salamanca FC war ein Fußballverein aus der im mexikanischen Bundesstaat Guanajuato gelegenen Stadt Salamanca. Der Verein war zwischen 1957 und 1986 mehr als ein Vierteljahrhundert in der damals noch zweitklassigen Segunda División vertreten und spielte später auch in der 1994/95 eingeführten Primera División 'A', der neuen zweiten Fußballliga Mexikos.

## Geschichte
Zunächst wirkte der Salamanca FC in den vier Spielzeiten von 1957/58 bis 1960/61 in der Segunda División mit. 1964 kehrte der Club in die Liga zurück und verblieb dort für die Dauer von 22 Jahren bis zur Saison 1985/86. Damit sind die Petroleros der Verein, der ohne Unterbrechung am längsten in der zwischen 1950 und 1994 als zweiter Liga fungierenden Segunda División mitgewirkt hat. In dieser Epoche feierte die Mannschaft ihre größten Erfolge in den frühen 1970er Jahren, als sie zweimal die Halbfinalspiele um die Zweitligameisterschaft erreichte. Diese verlor sie in beiden Fällen: 1971/72 gegen die UANL Tigres mit dem Gesamtergebnis von 1:4 und 1973/74 mit dem Gesamtergebnis von 2:3 gegen den Club Universidad de Guadalajara.
Für die Saison 2005/06 erwarben die Petroleros die Lizenz des Celaya FC und waren fortan bis zur Umwandlung dieser Liga in die neue Liga de Ascenso am Ende der Saison 2008/09 für die Dauer von vier Jahren in der Primera División 'A' vertreten.
Nachdem die Petroleros in der Clausura 2006 erstmals die Liguillas erreichten, wo sie bereits im Viertelfinale knapp mit 1:1 und 1:2 gegen den späteren Aufsteiger Gallos Blancos de Querétaro unterlagen, war die daran anschließende Apertura 2006 ihre erfolgreichste Spielzeit überhaupt. Zunächst gewannen sie die aus zwölf Mannschaften bestehende Vorrundengruppe A und drangen anschließend (unter anderem durch einen 2:1- und 2:0-Erfolg gegen den Traditionsverein León FC) ungeschlagen bis ins Finale vor, das sie (nach einem 1:1 auswärts und einem 2:2 vor eigenem Publikum) letztendlich mit 5:6 im Elfmeterschießen gegen den Puebla FC verloren, der mit diesem Sieg die Basis für seine Rückkehr in die erste Liga am Saisonende 2006/07 legte.
In seinen letzten beiden Spielzeiten in der Primera División 'A' gingen die Petroleros ein Kooperationsabkommen mit dem San Luis FC ein, weil der Mexikanische Fußballverband mit Beginn der Saison 2007/08 nur noch Mannschaften in der Primera A zuließ, die mit einem Verein der Primera División kooperierten. In der letzten Halbsaison des Bestehens der Primera A erreichten die Petroleros noch einmal die Liguillas und drangen durch einen 2:0- und 1:0-Erfolg über den früheren Erstligisten Dorados de Sinaloa ins Halbfinale vor, wo sie gegen den späteren Erstligisten Xoloitzcuintles de Tijuana (1:2 und 0:2) unterlagen.
Als zu Beginn der Saison 2009/10 die Liga de Ascenso eingeführt wurde, verloren die Petroleros ihren Platz in der zweiten Liga und nahmen stattdessen in der mittlerweile drittklassigen Segunda División teil. Am Ende derselben Saison zogen die Petroleros sich aus dem Profifußball zurück und gaben ihre Auflösung bekannt.

## Bekannte Spieler
- Ignacio Ambríz (1986–1987)
- Manuel Corona (2005–2006)
- Everaldo Begines (2006–2008)
- Luis I. González (2008–2009)
- Jesús Mendoza (2008–2009)

## Logos

Das in den frühen Jahren verwendete Logo war mit dem Stadtwappen identisch
Vereinslogo während eines Großteils der Zugehörigkeit zur Segunda División
Logo in der Saison 2009/10